# Niceto Pérez
Niceto Pérez is een gemeente in de Cubaanse provincie Guantánamo. De gemeente heeft een oppervlakte van 630 km² en telt 16.800 inwoners (2015).

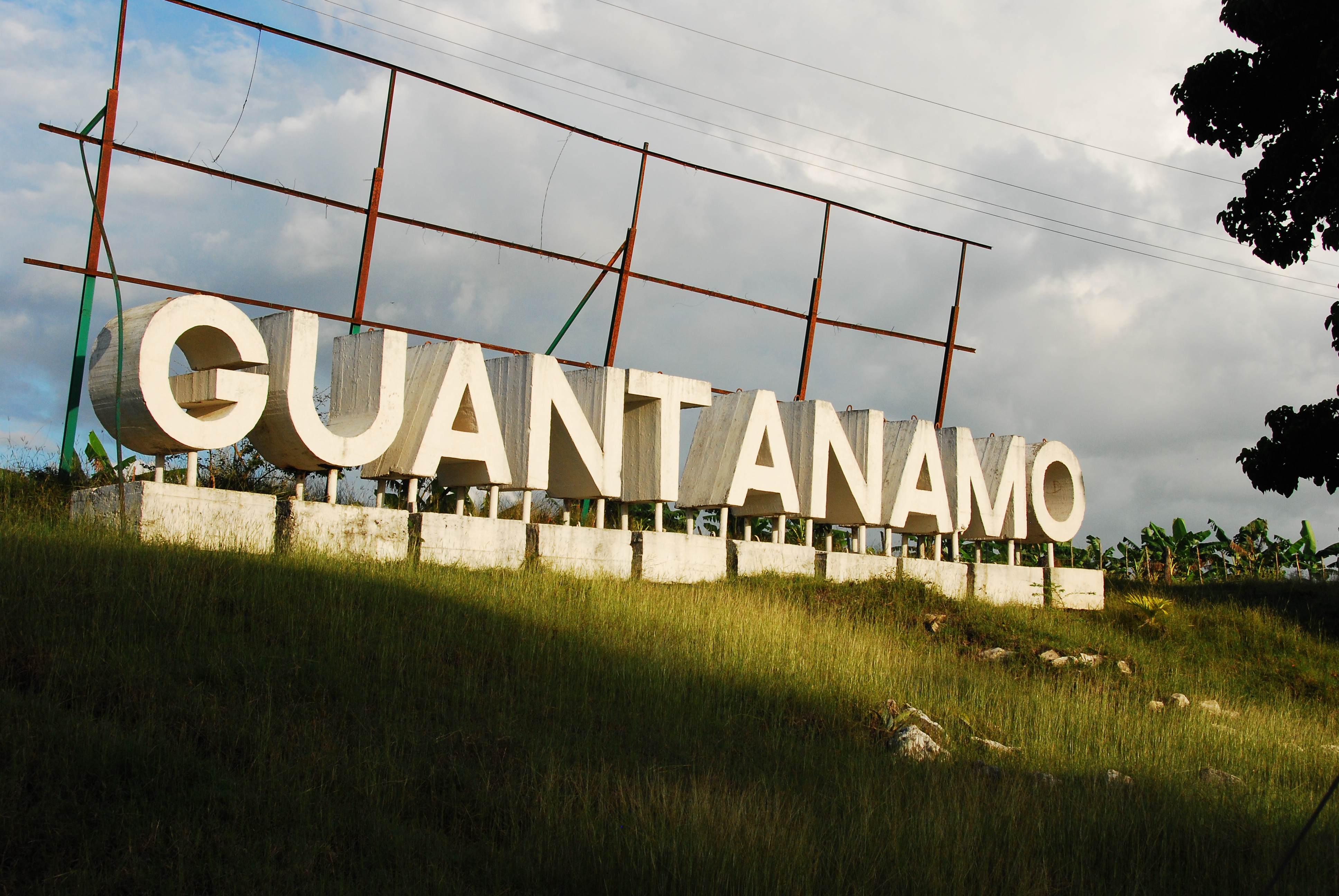
Hier begint de provincie Guantánamo